# Ralph Lauren Corporation
Ralph Lauren Corporation là một tập đoàn thời trang cao cấp của Hoa Kỳ được thành lập vào năm 1967 bởi nhà thiết kế thời trang người Mỹ Ralph Lauren. Công ty có trụ sở chính tại thành phố New York, chuyên sản xuất các sản phẩm từ phân khúc cận cao cấp đến cao cấp và xa xỉ. 
Ralph Lauren được biết đến với các loại sản phẩm bao gồm quần áo, trang sức, phụ kiện, gia dụng, và nước hoa. Các thương hiệu của công ty bao gồm thương hiệu Polo Ralph Lauren (cao cấp), Double RL và Denim & Supply (cao cấp), Lauren Ralph Lauren (cận cao cấp), Chaps (tầm trung), Ralph Lauren Childrenswear (quần áo trẻ em), cho đến các thương hiệu xa xỉ phẩm như Ralph Lauren Purple Label và Ralph Lauren Collection.
Ralph Lauren được xem là một trong những thương hiệu có ảnh hưởng lớn đến phong cách thời trang của Mỹ. Tập đoàn Ralph Lauren cũng là nhà cung cấp trang phục chính thức cho Giải quần vợt Mỹ Mở rộng, Giải Vô địch Wimbledon, Giải quần vợt Úc Mở rộng, và Đội tuyển Olympic Hoa Kỳ.

## Các thương hiệu

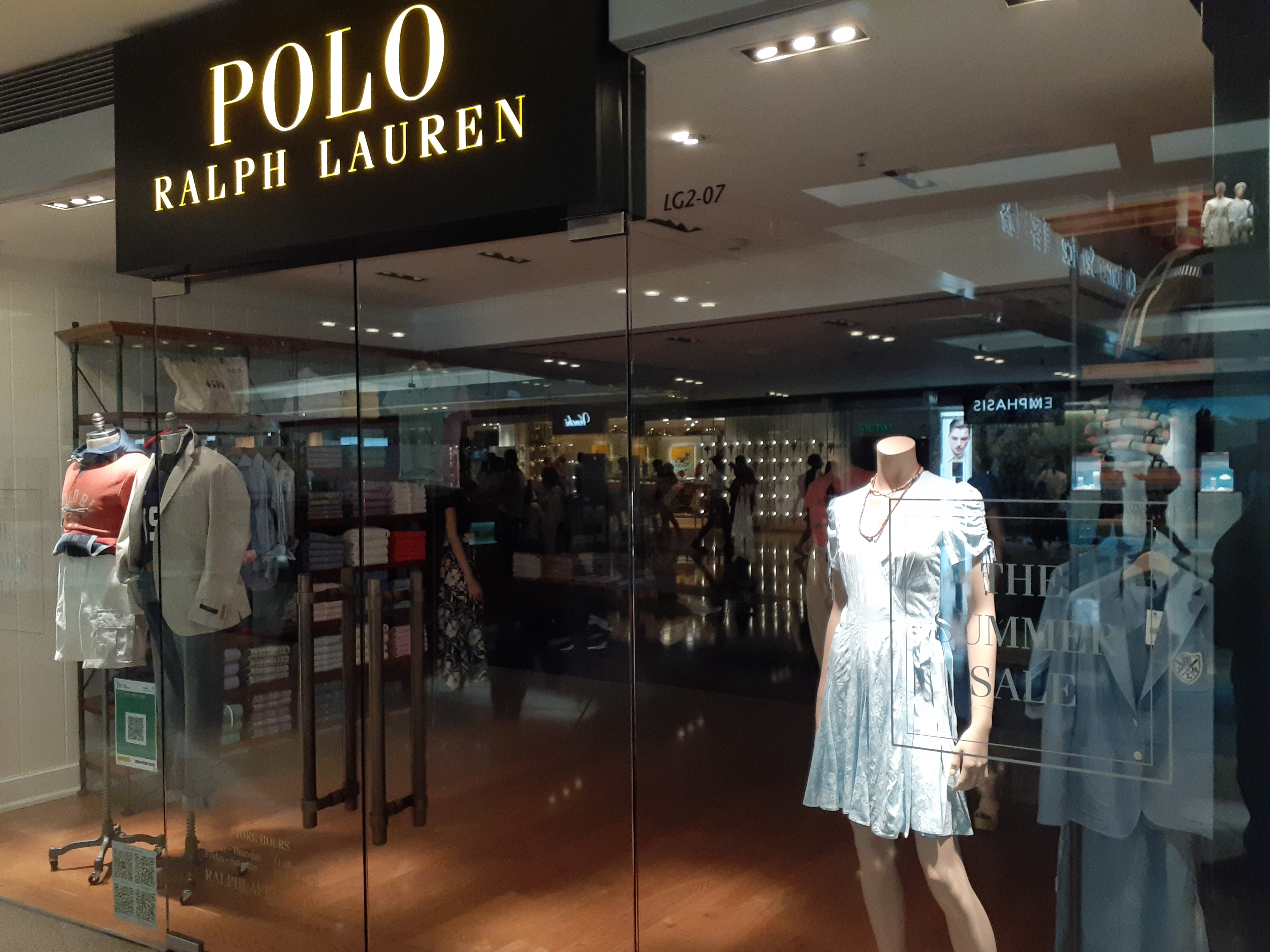
Cửa hàng Polo Ralph Lauren tại Phố Festival Walk, Hồng Kông

- Cửa hàng Polo Ralph Lauren tại Phố Festival Walk, Hồng KôngPolo Ralph Lauren: Dòng sản phẩm biểu tượng nhất của tập đoàn Ralph Lauren, Polo by Ralph Lauren được ra mắt vào năm 1967. Ban đầu chỉ chuyên sản xuất áo polo dành cho nam, sau này có thêm các dòng quần áo thể thao và các bộ âu phục (comple-veston) may đo hoàn chỉnh. Năm 2014, áo polo dành cho nữ cũng được tung ra thị trường.[12]

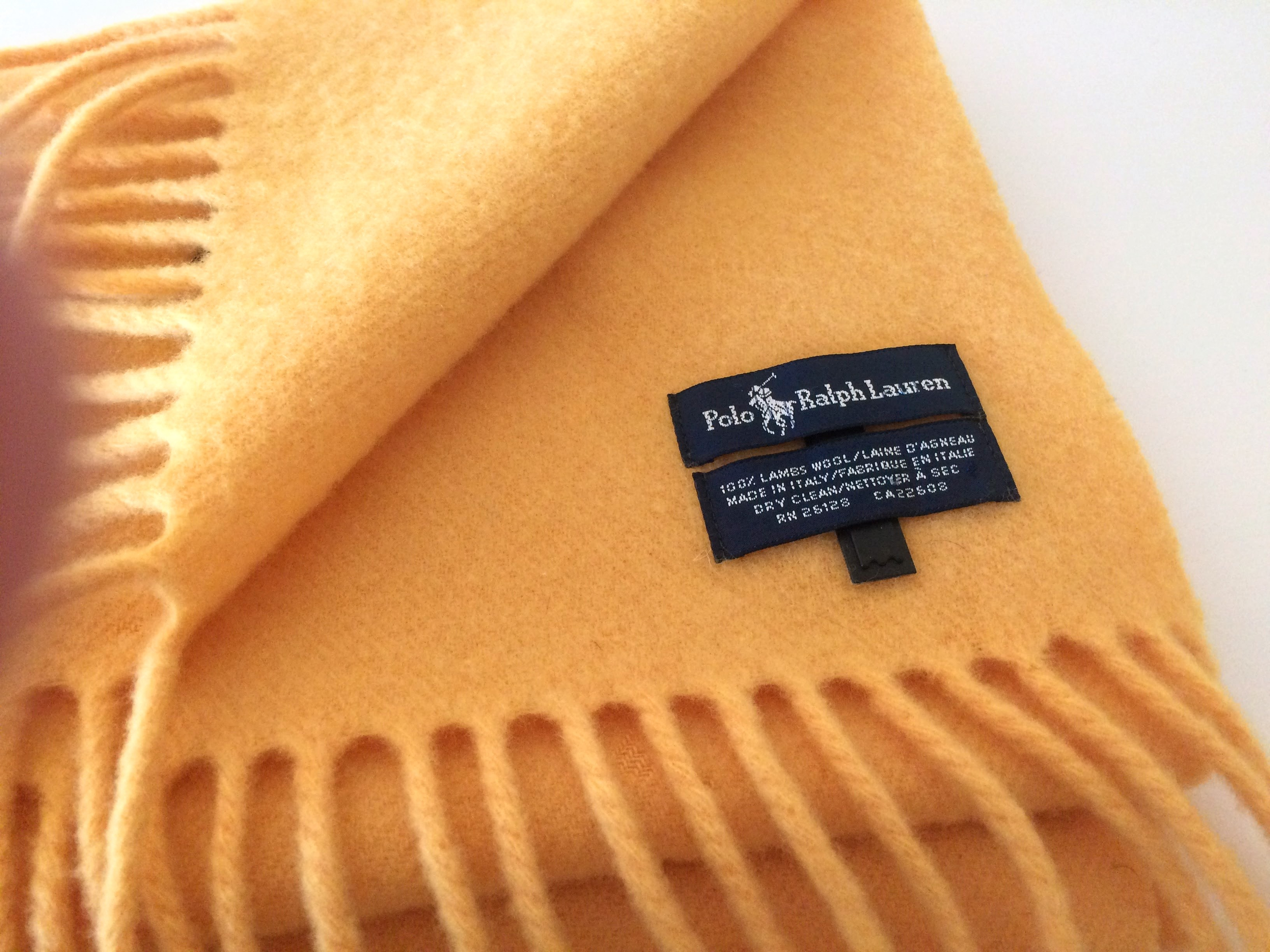
Logo Polo Ralph Lauren trên một khăn quàng cổ của hãng

- Logo Polo Ralph Lauren trên một khăn quàng cổ của hãngRalph Lauren Purple Label: Bộ sưu tập dành cho phụ nữ của Ralph Lauren, ra mắt vào năm 1971, bao gồm từ trang phục buổi tối thủ công đến trang phục thể thao. Ra mắt sau đó vào năm 1994, Ralph Lauren Purple Label dành cho nam giới cung cấp các bộ âu phục và quần áo thể thao được may đo theo yêu cầu, cũng như giày dép tự chế và nội thất trang phục, phụ kiện và hành lý đặt may theo đơn đặt hàng.[13][14]
- Ralph by Ralph Lauren: Ra mắt vào năm 1994, Ralph by Ralph Lauren cung cấp các loại áo khoác thể thao, áo vest và áo khoác ngoài.[15]
- Polo Sport: Polo Sport ra mắt vào năm 1992, là một dòng quần áo thể thao năng động.[16]
- Double RL: Được thành lập vào năm 1993 và được đặt tên theo trang trại “RRL” của Ralph Lauren và vợ ông ở Colorado, RRL là sự kết hợp giữa vải denim chọn lọc, trang phục cổ điển, đồ thể thao và phụ kiện lấy cảm hứng từ quần áo bảo hộ lao động và quân trang.[17]
- Polo Golf và RLX Golf: Polo Golf ra mắt năm 1990 và RLX Golf ra mắt năm 1998.[18]
- Pink Pony: Được thành lập vào năm 2000, Pink Pony cam kết sẽ đóng góp từ thiện một tỷ lệ phần trăm doanh thu từ tất cả các sản phẩm cho Quỹ Pink Pony và các tổ chức từ thiện ung thư lớn khác trên thế giới. Pink Pony chủ yếu bao gồm quần áo thể thao và phụ kiện của phụ nữ. Tất cả các sản phẩm của Pink Pony đều mang màu hồng.[19]
- Polo Ralph Lauren Trẻ em: Các mặt hàng bao gồm áo sơ mi dệt kim polo và áo len cashmere.[20]
- Denim & Supply Ralph Lauren: Dòng Denim & Supply Ralph Lauren ra mắt vào năm 2011, lấy cảm hứng từ nhà kho và cộng đồng nghệ sĩ ở quận Brooklyn, New York cũng như phong cách của các lễ hội âm nhạc. Denim & Supply đã ngừng hoạt động kể từ tháng 9 năm 2016.[21]

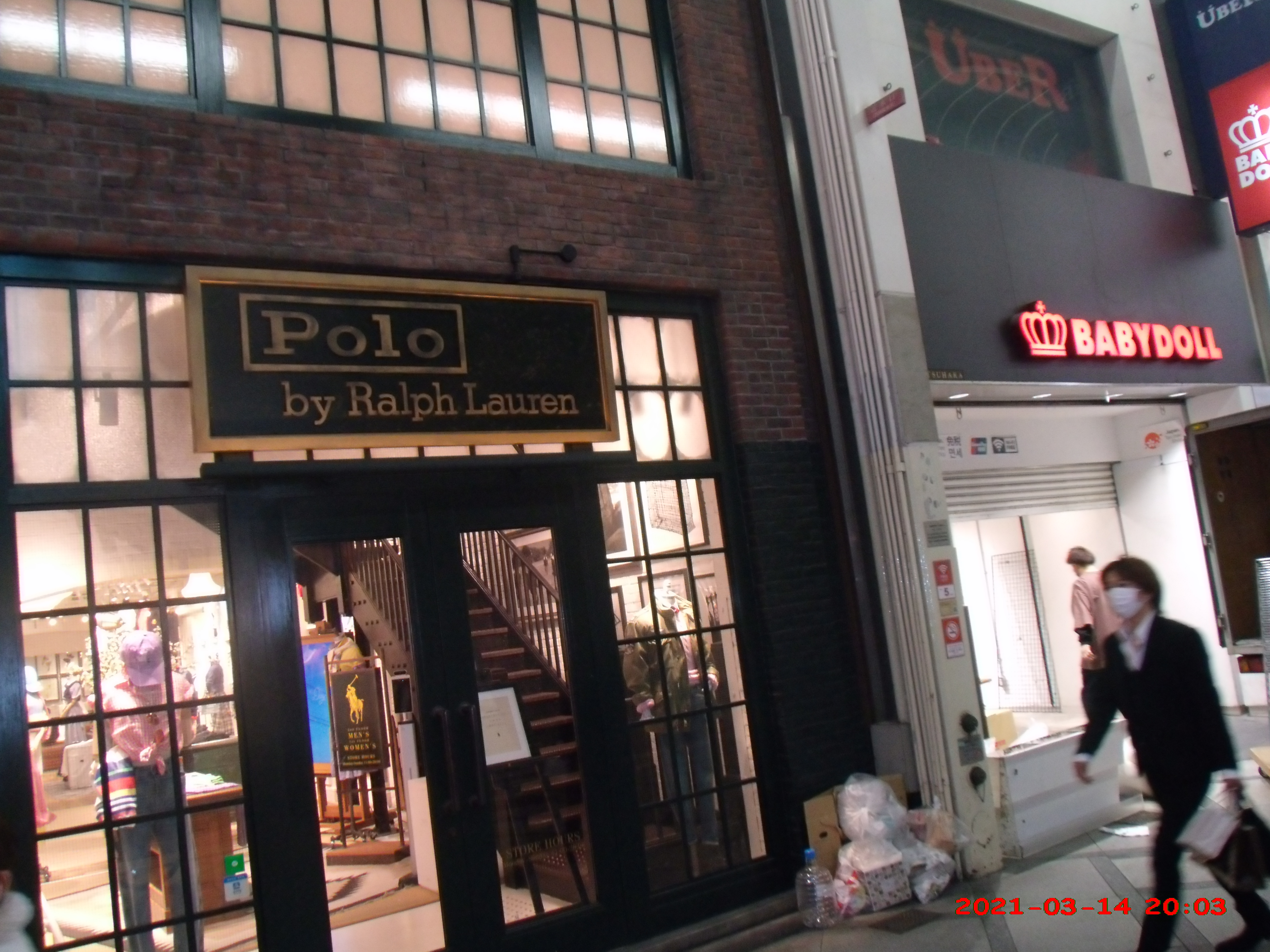
Một cửa hàng Polo Ralph Lauren tại Phố Shinsaibashi, Tokyo, Nhật Bản

- Một cửa hàng Polo Ralph Lauren tại Phố Shinsaibashi, Tokyo, Nhật BảnLauren Ralph Lauren: Một thương hiệu cận cao cấp ra mắt vào năm 1996, ban đầu chỉ cung cấp quần áo thể thao, denim, phụ kiện và giày dép cho phụ nữ. Sau này thương hiệu sản xuất thêm các loại quần áo như comple, áo khoác thể thao, sơ mi công sở, quần công sở, tuxedo, áo khoác ngoài và cà vạt dành cho nam giới. Lauren Ralph Lauren thường có giá cao hơn Chaps nhưng thấp hơn Polo Ralph Lauren.[22]
- Chaps: Một thương hiệu tầm trung dành cho nam giới, trước đây cũng cung cấp quần áo phụ nữ. Thương hiệu Chaps được cấp phép cho O5 Apparel và chủ yếu bán tại các cửa hàng của Belk, Boscov's, Hudson's Bay, Meijer, và Kohl's với giá cạnh tranh. Thương hiệu này đôi khi cũng có thể được tìm thấy tại một số chi nhánh của các nhà bán lẻ như Ross, TJ Maxx, Macy's, Nordstrom Rack, và Walmart.[23]

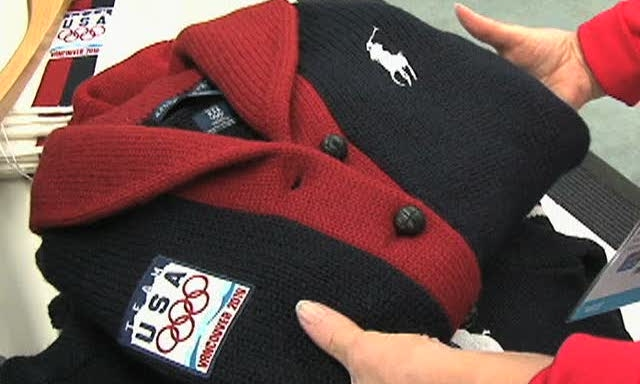
Áo khoác Polo Ralph Lauren của Đội tuyển Olympic Hoa Kỳ

- Áo khoác Polo Ralph Lauren của Đội tuyển Olympic Hoa KỳAmerican Living: Ralph Lauren đã ra mắt American Living dành cho nam và nữ vào năm 2008, một thương hiệu phong cách sống tầm trung được sản xuất riêng cho JCPenney. Dòng này có thể so sánh với dòng Chaps, nhưng được bán trên thị trường như một dòng độc quyền hơn, không giống như Chaps vốn được bán tại nhiều nhà bán lẻ.[24]

### Các sản phẩm khác
- Đồng hồ và trang sức cao cấp của Ralph Lauren: Năm 2009, Ralph Lauren, cùng với tập đoàn xa xỉ Compagnie Financière Richemont SA, đã tung ra bộ sưu tập đồng hồ. Năm 2010, Công ty Đồng hồ & Trang sức Ralph Lauren cũng giới thiệu các bộ sưu tập đồng hồ trang sức.[25]

- Nước hoa: Năm 1978, Ralph Lauren cho ra mắt dòng nước hoa đầu tiên: Lauren dành cho nữ và Polo dành cho nam. Ban đầu được sản xuất bởi Warner-Lauren, L'Oréal hiện là nhà sản xuất nước hoa cho Ralph Lauren. Các dòng nước hoa bao gồm World of Polo (Polo, Polo Blue, Polo Black, Polo Red), Ralph Lauren Romance, Midnight Romance và Bộ sưu tập Big Pony dành cho phụ nữ và nam giới.[26]

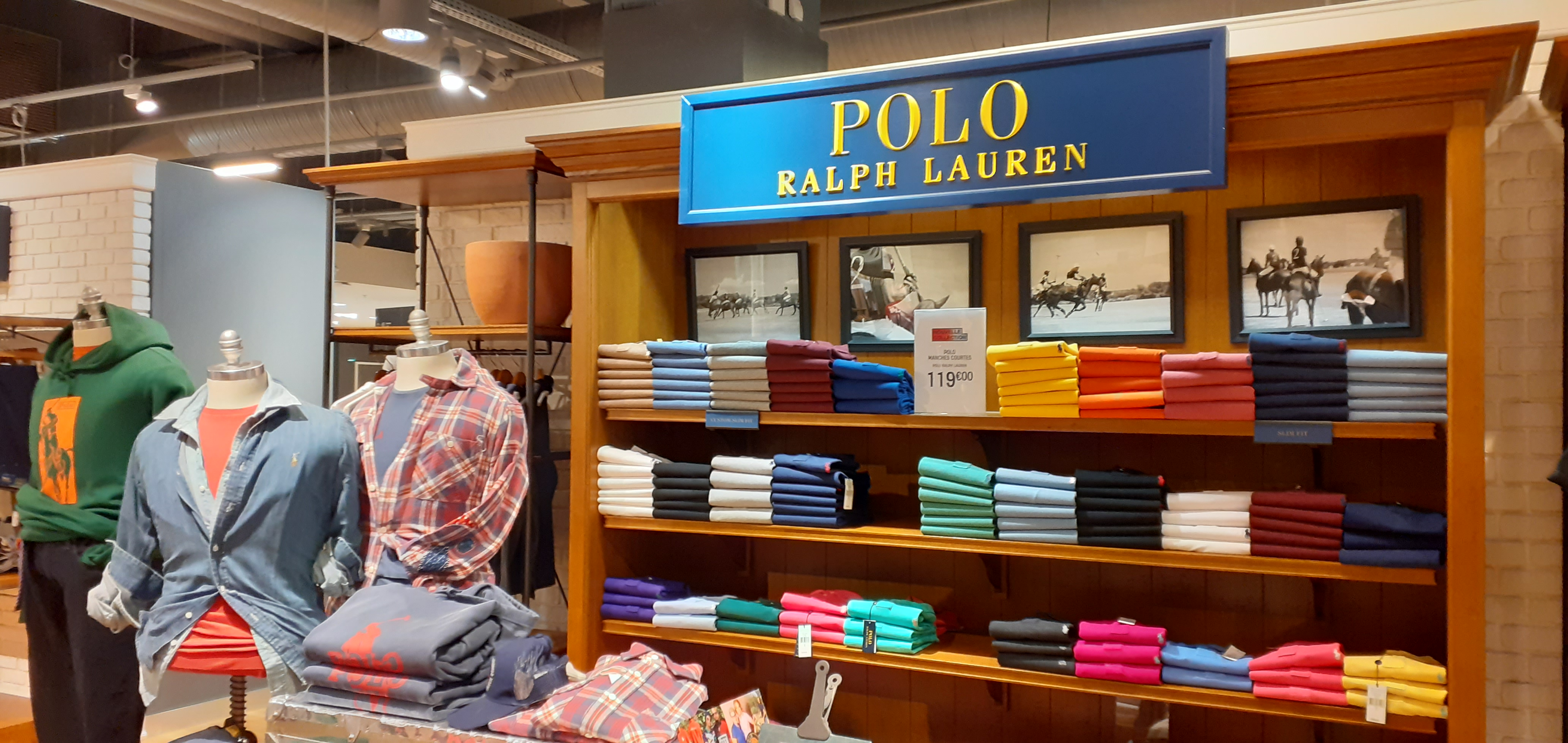
Nội thất một cửa hàng Ralph Lauren tại Pháp

- Nội thất một cửa hàng Ralph Lauren tại PhápRalph Lauren Home and Paint: Ralph Lauren Home là bộ sưu tập nội thất nhà cửa đầu tiên của một nhà thiết kế quần áo người Mỹ, được ra mắt lần đầu tiên vào năm 1983 với đồ đạc và phụ kiện nội thất. Ralph Lauren Home bao gồm đồ nội thất, khăn trải giường, khăn tắm, đồ sứ, pha lê, bạc, phụ kiện trang trí, v.v... Công ty cũng ra mắt thương hiệu nước sơn Ralph Lauren Paint vào năm 1995 và hiện có hơn 400 bảng màu.[27]
- Nhà hàng Ralph Lauren: Nhà hàng RL Chicago khai trương vào năm 1999, liền kề với cửa hàng flagship Ralph Lauren lớn nhất trên Đại lộ Michigan dọc theo Phố Magnificent Mile. Vào năm 2010, nhà hàng Ralph's được mở tại số 173 Đại lộ Saint Germain ở Paris, Pháp. Vào tháng 8 năm 2014, Ralph's Coffee khai trương trên tầng hai của cửa hàng Polo Flagship ở thành phố New York. Polo Bar liền kề với cửa hàng Polo Flagship của Thành phố New York cũng được khai trương vào tháng 1 năm 2015.[28]